# غاري باترسون
غاري باترسون (بالإنجليزية: Gary Patterson)‏ (27 نوفمبر 1972 - ) هو لاعب كرة قدم بريطاني في مركز الوسط. لعب مع شروزبري تاون ونادي بارنت ونادي تشيسترفيلد وويكمب وندررز ونوتس كاونتي ونادي كينغستونيان.

## وصلات خارجية
- غاري باترسون على موقع قاعدة بيانات كرة القدم.إي يو (الإنجليزية)